# Märkisch Buchholz
Märkisch Buchholz est un village de 841 habitants (2021), situé dans le land de Brandebourg (Allemagne), dans l'arrondissement de Dahme-Forêt-de-Spree. Depuis 1992 il est intégré à l'Amt Schenkenländchen (regroupement administratif de plusieurs villages).

## Géographie
La ville se trouve sur le Dahme. Dans la zone locale, le Dahme-Umflutkanal se jette dans le Dahme. La région s'est formée pendant les périodes glaciaires. La ville elle-même est située dans une zone de vallée et offre quelques particularités géographiques dont la Krausnicker Berge et la plus haute terrasse géologique de la région, qui y a été préservée.

## Structure du village
Le village de Märkisch Buchholz comprend le district de Köthen, qui est situé à environ 6 km au sud-est du centre-ville, sur la rive sud du lac de Köthen.
Les zones résidentielles sont au nombre de trois: Neuköthen, sur la rive nord du lac de Köthen, une autre située sur le côté gauche du Dahme Umflutkanal et Herrlichenrath, au nord de Mârkisch Buchholz.

## Histoire
Les prémices du peuplement de la région autour de Buchholz sont datées depuis l'âge de pierre. Divers sites anciens ont été découverts dans la région de Dahmetal, près de Köthen et environs. Dans d'autres fouilles, des urnes, des haches et des bijoux ont été datés de l'âge de bronze. Les Slaves ont laissé des traces de peuplement dans la région du village de Köthen. Au Moyen Âge, ce sont les Sorabes qui s'y sont installés.
Le peuplement de la ville par la population germanique d'antan se situe aux XIIe et XIIIe siècles. La première mention documentée de la ville se situe dans le conflit entre les margraves de Meissen et le margrave de la maison d'Ascan. À cette époque, il est supposé que le lieu était conçu avec des fortifications et une colonie attenante. Cette hypothèse est étayée par des documents datant du 3 août 1301, qui décrit la région comme castrum et oppidum Bucholt.
L'endroit était situé dans une région très conflictuelle et a été vendu, donné, pris ou transmis comme fief à plusieurs reprises jusqu'en 1443. L'élément déclencheur du conflit a peut-être été l'extinction des Ascaniens de Brandebourg en 1319. Ce n'est qu'en 1443 que le village est finalement entré en possession du margrave de Brandebourg. Des années de calme relatif ont suivi avant que la guerre de Trente Ans entraîne une dévastation générale de la ville.
Après la guerre, une bourgeoisie s'est progressivement constituée et de plus en plus de commerces ont été installés. En 1642, la première réunion de la guilde des tailleurs nouvellement fondée a eu lieu ; en 1715, les "Weiß-Kuch-Bäcker" se sont réunis dans la petite ville de Hochhfreyherrlichen. En 1734, à l'initiative du roi, d'autres guildes ont été fondées, notamment celles des menuisiers, des tonneliers, des bouchers et du bâtiment. L'incendie de la ville en 1752 a endommagé l'église, qui existait depuis au moins 1346, à tel point qu'elle a été rénovée en tant qu'église de la couronne. La ville a atteint 1205 habitants en 1905 et a pris une importance régionale. Dans le sud-est de la ville, où la culture du houblon est documentée du XVe au XVIIe siècle, plusieurs jardins bourgeois ont été créés depuis le XVIe siècle. Vers 1716, il y avait un moulin à eau à Wendisch Buchholz. Une meule de 21 cm d'épaisseur et de 90 cm de diamètre sur le barrage de raid sont les restes actuelles de ce moulin.
Dans le cadre des travaux de construction de la route, des recherches archéologiques ont été menées dans le centre-ville au printemps 2006. Au nord-ouest de l'église, des sépultures humaines ont été découvertes à grande échelle. Cette zone fait partie d'une extension moderne du cimetière, dont les limites historiques ne sont pas exactement connues. Les 87 squelettes ont été examinés par l'anthropologue Bettina Jungklaus,. Parmi les squelettes, il n'y avait pratiquement pas d'enfants. Le rapport homme/femme est à peu près équilibré. Des malformations liées à des maladies dégénératives ont été observés, parfois très développées.
En raison de sa situation au bord des rivières Dahme et Unterspreewald, la ville est devenue une destination d'excursion populaire pour les Berlinois dès le XIXe siècle. De nombreux restaurants et hôtels ont été construits pour une ville de cette dimension.
Pendant la Seconde Guerre mondiale, la ville a été gravement endommagée en raison de sa situation au bord du bassin de la Halbe, avec plus de 70 % de ses bâtiments détruits en une semaine. À l'époque de la RDA, les troupes frontalières de la RDA ont créé et entretenu le camp de vacances pionnier "Egon Schultz".

## Politique

### Conseil municipal
En plus du maire honoraire, le conseil municipal est composé de 9 conseillers municipaux. Après les élections locales du 26 mai 2019 avec un taux de participation de 73,0 %, il se compose comme suit:
| Parti/Liste                                     | Sièges | Part des votes (%) |
| ----------------------------------------------- | ------ | ------------------ |
| Association d'histoire locale Märkisch Buchholz | 3      | 31.2               |
| Buchholz : Ouvert et coloré                     | 2      | 17.2               |
| Candidats individuels : René Altreuther         | 1*     | 17.2               |
| Candidats individuels: Ingo König               | 1      | 13.2               |
| Candidats individuels: Klaus-Dieter Schwarz     | 1      | 9.5                |
| SPD                                             | 1      | 7.4                |
| Total                                           | 9      | 100%               |

*La part des voix d'Altreuther correspond à deux sièges. Par conséquent, conformément à l'article 48, paragraphe 6, de la loi sur les élections locales dans le Brandebourg, un siège du conseil municipal reste vacant.

### Maire
- 1998–2008: Karl-Heinz Haucke[10]
- 2008–2019: Bianca Urban (Buchholz: Ouvert et coloré)
- Depuis 2019: Arno Winklmann

Winklmann a été élu lors de l'élection municipale du 26 mai 2019 sans candidat rival avec 81,9 % des votes valides pour un mandat de cinq ans.

### Écusson
Le blason a été approuvé le 20 août 1999.
Blason : "En argent à côté d'un flanc droit bleu, couvert d'un brochet argenté dressé tourné vers la gauche et surmonté d'un cerf doré dressé à cinq extrémités, un hêtre vert enraciné".

## Économie et infrastructures

### Économie
Les entreprises résidentes servent principalement à approvisionner la population et les touristes. En outre, il existe quelques petites entreprises dans le domaine de la rénovation/modernisation et de la construction de nouvelles maisons. Dans le secteur primaire, il y a toujours la pêche à Köthen et quelques petites entreprises de bois.

### Trafic maritime
La voie d'eau directe vers Berlin passe par le Dahme. Jusqu'à la fin des années 1990, la Stern und Kreisschiffahrt de Berlin offrait une liaison par bateau.

### Sports, associations et culture
- Le SV Grün-Weiß Märkisch Buchholz e. V., fondé en 1899 comme club de cyclisme, propose en 2016 un large éventail de sports, dont le tennis de table, le badminton, le volley-ball, le bowling, la gymnastique pour seniors, l'aérobic, les sports de santé et la danse pour seniors.
- Les pompiers volontaires Märkisch Buchholz avec l'association des pompiers Märkisch Buchholz 1900 e. V.
- L'un des objectifs du Franz Führmann Begegungszentrum est de promouvoir "l'art et la culture à grande échelle, au niveau régional et national". L'enseignement de la littérature pour les enfants et les jeunes doit être renforcé et l'héritage culturel de Führmann doit être préservé[13].

## Personnalités
- Fritz Mussehl (1885-1965), fonctionnaire né à Wendisch-Buchholz.
- Franz Fühmann (1922-1984), écrivain, a vécu et travaillé à Märkisch Buchholz et y est également enterré.
- Gerd Modrow (1938-), cycliste sur piste, vit à Märkisch Buchholz.

## Liens connexes
- Amt Schenkenländchen
- Stadt des Fremdenverkehrsvereins
- Märkisch Buchholz dans le programme RBB Landschleicher le 8 juin 2014